# Họ Viễn chí
Họ Viễn chí (danh pháp khoa học: Polygalaceae) là một họ thực vật có hoa thuộc bộ Đậu (Fabales). Chúng gần như phân bổ khắp thế giới, với khoảng 17-21 chi và 900-1.000 loài cây thân thảo, cây bụi và cây thân gỗ. Website của APG công nhận khoảng 21 chi và 965 loài. Khoảng một phần ba tổng số loài của họ này thuộc về chi Viễn chí (Polygala).
Trong hệ thống Cronquist cũ thì họ Polygalaceae đã được đặt trong một bộ riêng của chính nó với tên gọi Polygalales.

## Các chi
APG chia họ này ra thành 4 tông, sự phân bố các chi theo tông như sau:
- Xanthophylleae Chodat: 1 chi và khoảng 95 loài cây bụi hay cây gỗ tích lũy nhôm, tại khu vực Ấn Độ-Malesia. Đồng nghĩa: Xanthophyllaceae Reveal & Hoogland
  - Xanthophyllum (bao gồm cả Eystathes): Săng đá hay săng ớt.
- Polygaleae Chodat: Khoảng 12-18 chi (tùy cách định nghĩa chi) và 830 loài cây thân thảo, dây leo và cây bụi. Các chi đa dạng nhất là Polygala (325 loài, giới hạn chi chưa rõ), Monnina (180 loài), Muraltia (120 loài), Securidaca (80 loài). Phân bố rộng khắp thế giới, ngoại trừ vùng ven Bắc cực và New Zealand
  - Badiera
  - Balgoya
  - Bredemeyera (bao gồm cả Hualania)
  - Comesperma
  - Epirixanthes (viết khác Epirhizanthes): Thượng căn hoa
  - Monnina
  - Muraltia
  - Nylandtia (bao gồm cả Mundia, Mundtia)
  - Polygala (bao gồm cả Acanthocladus, Monrosia, Phlebotaenia): Viễn chí, kích nhũ
  - Pteromonnina
  - Salomonia: sa mông, sa môn, xa lô mông
  - Securidaca (bao gồm cả Elsota): Đằng ca
- Carpolobieae Eriksen: 2 chi, khoảng 6 loài tại vùng nhiệt đới châu Phi.
  - Atroxima
  - Carpolobia
- Moutabeae Chodat: 4 chi và khoảng 15 loài cây thân gỗ tích lũy nhôm. Phân bố tại vùng nhiệt đới châu Mỹ, và từ New Guinea tới New Caledonia.
  - Barnhartia
  - Diclidanthera
  - Eriandra
  - Moutabea

## Phát sinh chủng loài
Cây phát sinh chủng loài ở mức tông lấy theo Forest và ctv, 2007. Phát sinh chủng loài ở cấp độ chi, xem bài về các tông tương ứng.
|  | Moutabeae                                                   |
|  |                                                             |
|  | \| \| Carpolobieae \| \| \| \| \| \| Polygaleae \| \| \| \| |
|  |                                                             |
|  | Carpolobieae                                                |
|  |                                                             |
|  | Polygaleae                                                  |
|  |                                                             |

|  | Carpolobieae |
|  |              |
|  | Polygaleae   |
|  |              |

|  | Moutabeae                                                   |
|  |                                                             |
|  | \| \| Carpolobieae \| \| \| \| \| \| Polygaleae \| \| \| \| |
|  |                                                             |
|  | Carpolobieae                                                |
|  |                                                             |
|  | Polygaleae                                                  |
|  |                                                             |

|  | Carpolobieae |
|  |              |
|  | Polygaleae   |
|  |              |

## Hình ảnh

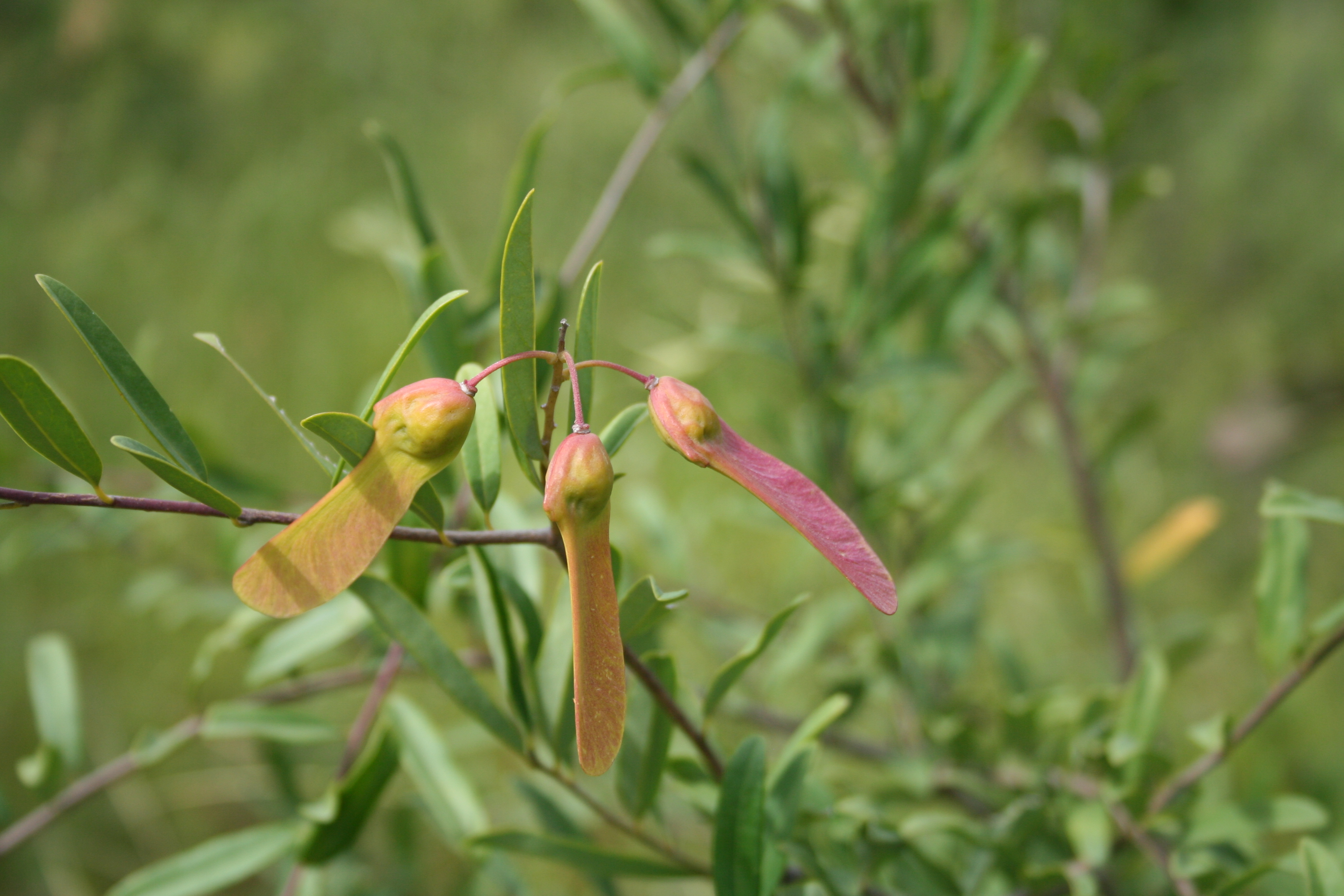
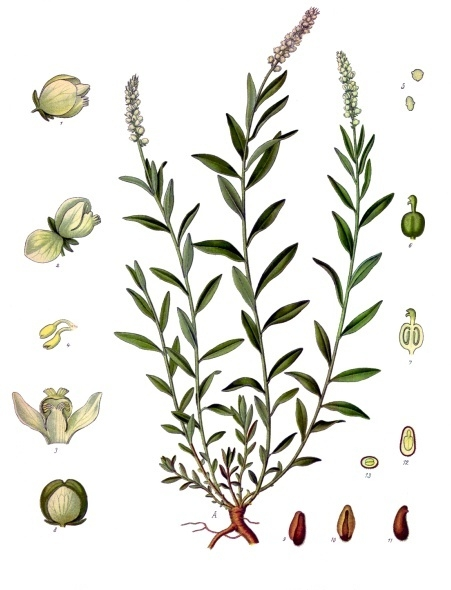
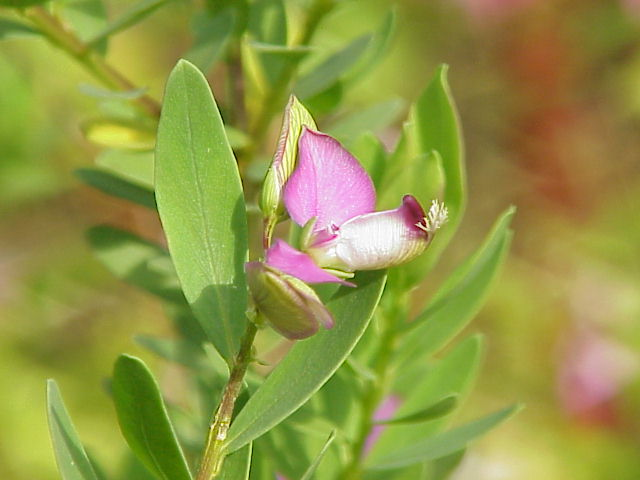
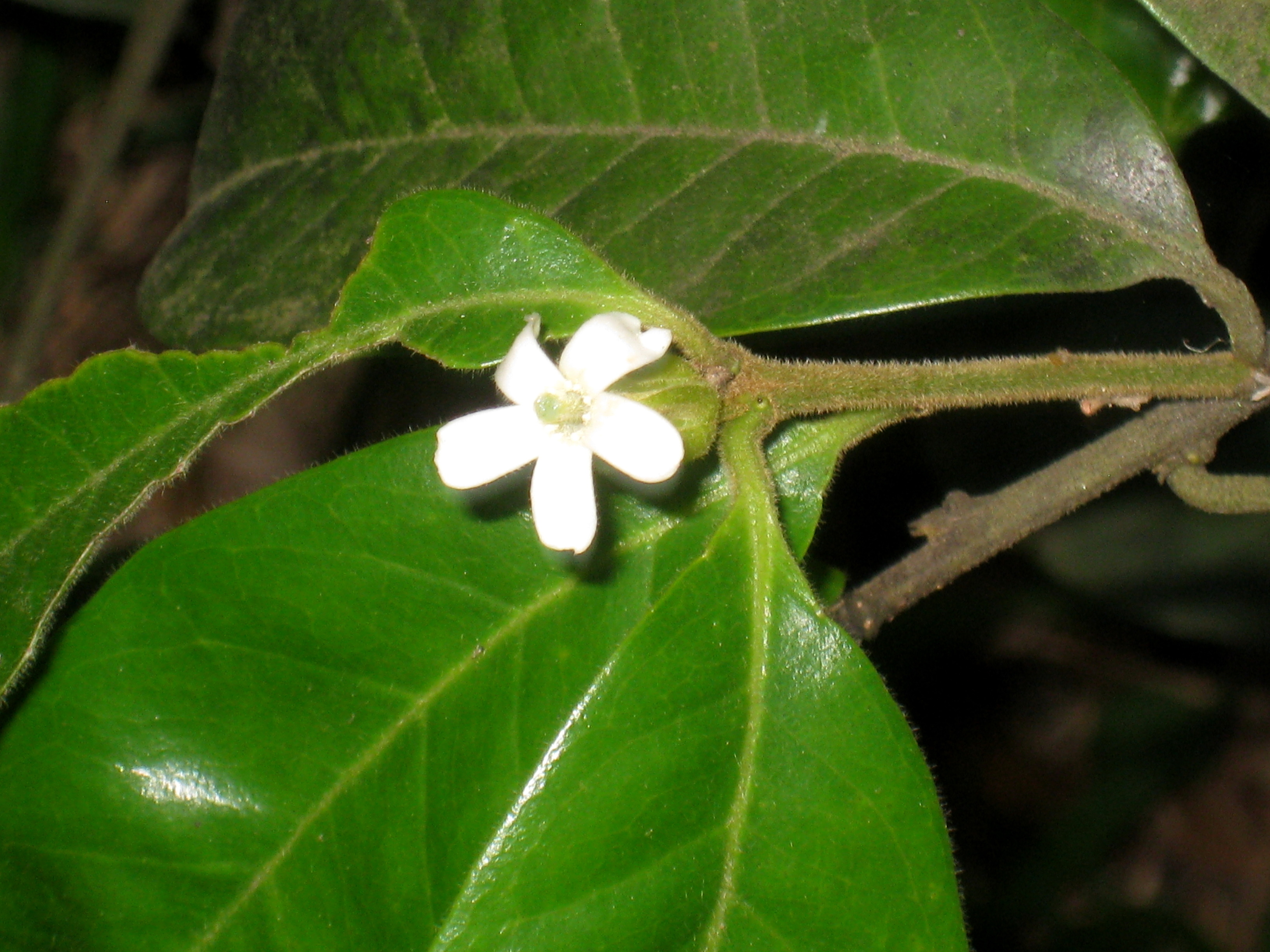